# Öresjön (Sätila socken, Västergötland)
Öresjön är en sjö i Marks och Härryda kommuner i Västergötland och ingår i Kungsbackaåns huvudavrinningsområde. Sjön är 33,2 meter djup, har en yta på 0,347 kvadratkilometer och befinner sig 63,4 meter över havet.

## Delavrinningsområde
Öresjön ingår i det delavrinningsområde (639253-129395) som SMHI kallar för Utloppet av Östra Ingsjön. Medelhöjden är 109 meter över havet och ytan är 21,08 kvadratkilometer. Räknas de 2 avrinningsområdena uppströms in blir den ackumulerade arean 44,65 kvadratkilometer. Avrinningsområdets utflöde Kungsbackaån (Lindomeån) mynnar i havet. Avrinningsområdet består mestadels av skog (80 %). Avrinningsområdet har 2,29 kvadratkilometer vattenytor vilket ger det en sjöprocent på 10,8 %. Bebyggelsen i området täcker en yta av 0,21 kvadratkilometer eller 1 % av avrinningsområdet.